# Davidsbündler
Le Davidsbündler (la Confrérie de David ou alliance des compagnons de David) est une société de musiciens imaginée par Robert Schumann par analogie au combat de David contre les Philistins. Elle est inspirée des sociétés littéraires réelles comme Les Frères Sérapion. Cette société fictive a comme but de défendre la musique contemporaine (à l'époque de Schumann), face à ses détracteurs.

## Membres

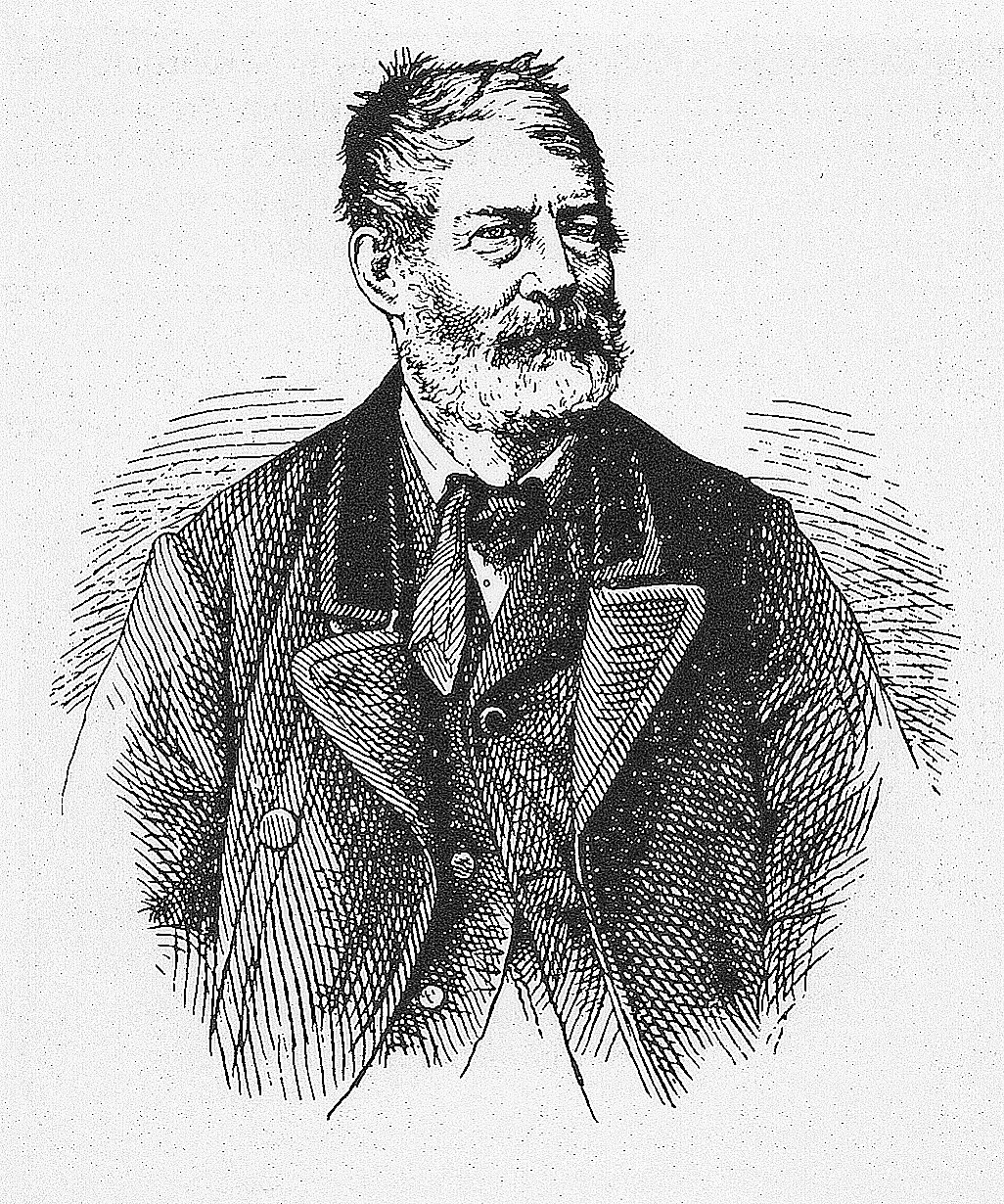
Portrait de Anton Wilhelm von Zuccalmaglio, nommé Wilhelm von Waldbrühl
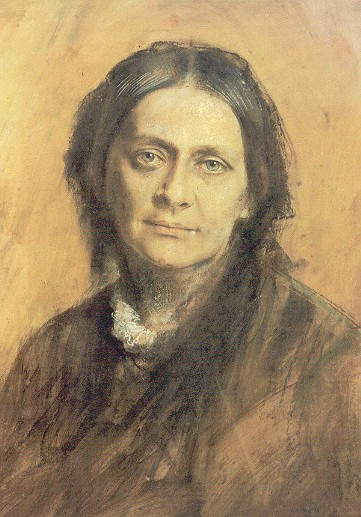
Pianiste et compositrice Clara Schumann par Franz von Lenbach
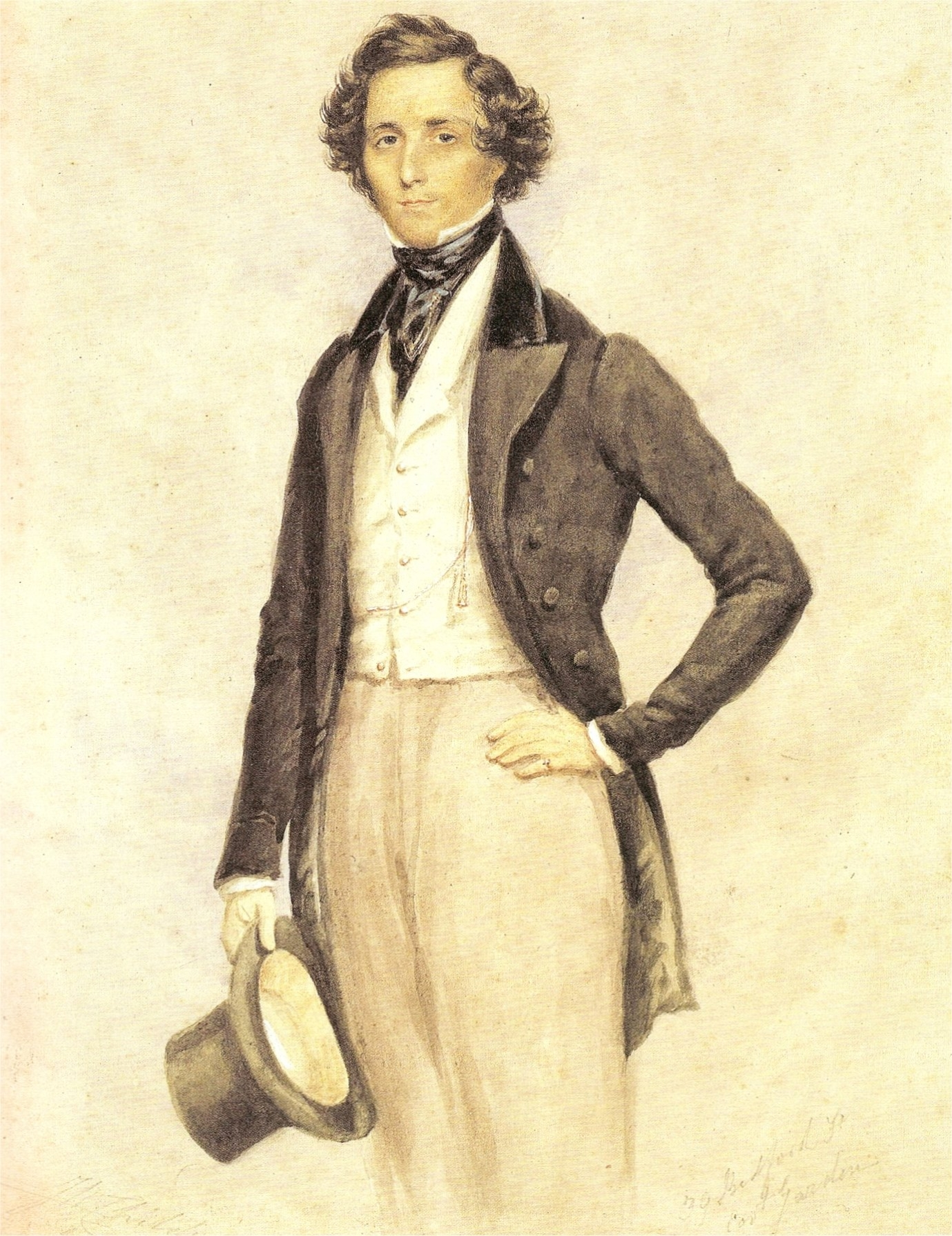
Felix Mendelssohn Bartholdy - Aquarelle de James Warren Childe, 1830.

Le Davidsbündler compte :
- deux membres fictifs, Florestan et Eusebius, qui représente respectivement la personnalité extravertie et introvertie de Schumann[2]. Florestan est fougueux, exubérant, mais aussi parfois songeur et pensif. Eusebius est placide et replié sur soi[1]
- Clara (= Chiara, Chiarina, voir Carnaval, no 12)
- son père (= maître Raro)
- Felix Mendelsohn (= F. Meritis),
- Zuccalmaglio, colletionneur de chants populaires (= St. Diamond)
- des amis comme J. F. E. Sokolowski de Königsberg (= M. Hahnbüchen, voir les Davidsbündlertänze, vol. I, no 3)